# Bolitoglossa carri
Bolitoglossa carri é uma espécie de anfíbio caudado pertencente à família Plethodontidae, sub-família Plethodontinae.